# Devdas (film 1955)
Devdas (Hindi: देवदास, Urdu: دیوداس) è un film di Bollywood del 1955, diretto da Bimal Roy.
Si tratta di una delle quattro versioni più famose del racconto di Sarat Chandra Chattopadhyay, accanto alle due dirette da P. C. Barua e a quella più recente del 2002, con Shah Rukh Khan e Aishwarya Rai.

## Trama
Devdas e Paro sono stati sempre amici e ben presto scoprono che si amano, ma appartengono a due famiglie di diversa condizione sociale e casta. Il primo finirà per morire e l'altra per vivere accanto ad un uomo che non ama.